# قره-کوکتو (شهرستان نوکت)
قره-کوکتو (به زبان قرقیزی: Кара-Кокту، قارا قوقتۇ) یک منطقهٔ مسکونی در قرقیزستان است که در شهرستان نوکت واقع شده‌است. قره-کوکتو ۶۱۸ نفر جمعیت دارد و ۱٬۱۰۴ متر بالاتر از سطح دریا واقع شده‌است.